# Turanose
Le turanose est un diholoside réducteur typiquement présent dans le miel. Turanose est dérivé du mot Turan (Turkestan en Persan (fa)) et ose (autre mot pour sucre) référant à la présence de ce diholoside dans une manne du Turkestan.

## Structure
Le turanose est un isomère du saccharose, tous deux sont constitués d'une unité de glucose et d'une unité de fructose, seule la nature de la liaison osidique change : une liaison α(1→2) pour le saccharose et α(1→3) pour le turanose.

## Miel
Le turanose est un sucre typique des miels et que l’on ne rencontre pratiquement que dans ceux-ci, il est  présent en faible quantité dans le miel, de 0 à 3 % suivant l'origine du miel.
La quantification du turanose dans le miel permet de définir si un miel a été additionné de sirop de sucre.

## Production
Le turanose est présent comme composant relativement mineur et un certain nombre d’oligosides tels que le mélézitose. L'hydrolyse partielle du mélézitose produit un mélange équimolaire de glucose et de turanose.

## Métabolisme
Le turanose n'est pas seulement une molécule à contenu énergétique mais aussi une molécule message. Avec d'autres oses, le turanose a été utilisé pour démêler les différentes voies de signalisation aboutissant dans les sites sources et puits du saccharose, dans la photosynthèse, et l'activation des MAPKs  (Mitogen-Activated Protein Kinases (en)).